# Kaptein Caprivi
Pour plus de détails, voir Fiche technique et Distribution.
Kaptein Caprivi est un film sud-africain de langue afrikaans, réalisé par Albie Venter (1940-1990) et sorti en 1972 en Afrique du Sud.  
Le film commence par un prologue de l'ancien président d'Afrique du Sud Charles Swart, dans lequel il exhorte les Sud-Africains, à rester vigilant et à faire le sacrifice suprême pour leur pays en allant combattre les communistes et sauver des fermiers retenus en otage par des terroristes (avec des images montrant les forces armées de la Chine communiste ou des groupes africains armés de libération). 
Will Sealie reprendra son rôle de Kaptein Caprivi un an plus tard dans le film Aanslag op Kariba.

## Genre
Le film est un film d'action teinté de propagande nationaliste.

## Synopsis
Un groupe d'agriculteurs sud-africains blancs du sud-ouest africain sont enlevés par un groupe terroriste venant de l'autre côté de la frontière. Le capitaine Caprivi est chargé d'organiser une escouade pour les secourir.

## Fiche technique
- Réalisation : Albie Venter
- Productions :  Albie Venter et Madel Venter
- Scénario :  Andreas du Plessis et Basil Stols
- Distribution : David de Beyer
- Musique :  Art Heatlie
- Film en couleur
- Langue originale : afrikaans
- Durée : 90 minutes
- Origine :  Afrique du Sud
- Lieu de tournage : Afrique du Sud
- Date de sortie : Afrique du Sud : 27 novembre 1972

## Distribution
- Will Sealie : Capitaine Caprivi
- Ken Hare : Clive
- Jannie Hanzen : Tommie
- Rod Alexander : Beukes
- Norman Smith : Bucks
- Sandy Nkoma : Filemon
- Albert Botha : le frère de Bucks
- Peter Lai : un soldat chinois
- Tyrone Son : un soldat chinois
- Errol Lo Pong : un soldat chinois
- Lafras van Rensburg : Colonel Hugo
- Dave Clark : un otage
- Earl Harper : un otage
- Manny Parkes : Colonel Ling Fu
- Jack Fischer : l'adjudant chinois
- Charl Weavind : la fausse religieuse
- Charles Swart : l'ancien président qui introduit le film

### Multimédias
- Film sur You Tube